# Родители (фильм, 1989, США)
«Родители» (англ. Parenthood) — кинофильм, трагикомедия Рона Ховарда. Номинации на «Оскар», «Золотой глобус». Фильм получил благоприятные отзывы критиков и по его мотивам были сняты два телевизионных сериала: в 1990 (en) и 2010 годах.

## Сюжет
Картина рассказывает о двух братьях и двух сёстрах и их семьях, в каждой из которых свои проблемы. Карен давно замужем за Гилом Бакменом (Стив Мартин), менеджером и отцом троих детей, который пытается совместить карьеру с семейной жизнью. Гил, который считает, что был обделён в детстве вниманием родителей, пытается быть хорошим отцом. Учителя жалуются на его сына Кевина и рекомендуют отправить его в школу для эмоционально нестабильных детей. Гил испытывает стресс на работе, так как его поджимает более молодой коллега. Ко всему прочему выясняется, что Карен снова беременна. Младший брат Гила — Ларри — несчастье семьи. Он вечно попадает в истории и оказывается должен крупную сумму денег букмекерам.
Сестра Гила — Хелен недавно развелась и не может наладить контакт со своими уже большими детьми. Её дочь Джулия пытается уйти из дома и начать жить со своим парнем Тодом. Из этого ничего не выходит так как у Тода слишком ветреный характер. Хелен начинает встречаться с немолодым одиноким учителем биологии который преподает в школе сына.
Вторая сестра Сьюзен доходит до серьёзной размолвки со своим мужем Натаном. Объект спора их маленькая дочь, которую Натан воспитывает наперекор мнению жены, пытаясь вырастить из неё научного гения. Кроме того Сьюзен хочет ещё детей, но Натан против.
Постепенно всё устраивается само собой. Гил соглашается на рождение четвёртого ребёнка, остаётся на работе и разбирается с проблемами сына. Вся семья собирается в родильном отделении отметить рождение дочери Хелен. У Тода и Джулии также пополнение в семье.

## В ролях
- Стив Мартин — Гил Бакмен
- Мэри Стинберджен — Карен Бакмен
- Дайан Уист — Хелен Бакмен
- Джейсон Робардс — Фрэнк Бакмен
- Рик Моранис — Натан Хаффнер
- Том Халс — Лэрри Бакмен
- Марта Плимптон — Джули Бакмен
- Киану Ривз — Тод Хиггинс
- Харли Джейн Козак — Сьюзан Бакмен
- Хоакин Феникс — Гарри Бакмен-Лампкин
- Элисон Портер — Тейлор Бакмен
- Джейсен Фишер — Кевин Бакмен
- Айвиэн (Ивианн) Шван — Пэтти Хаффнер
- Макс Эллиот Слэйд — молодой Гил

## Награды и номинации
- 1990 — номинации на премию «Оскар»
  - Лучшая женская роль второго плана (Дайан Уист)
  - Лучшая песня (Рэнди Ньюмен за песню «I Love to See You Smile»)
- 1990 — номинации на «Золотой Глобус»
  - Лучшая мужская роль (комедия или мюзикл) (Стив Мартин)
  - Лучшая актриса второго плана (Дайан Уист)
  - Лучшая песня (Рэнди Ньюмен за песню «I Love to See You Smile»)
- 1990 — номинация на премию Грэмми
  - лучшая песня к фильму
- 1990 — премия «Молодой актёр»
  - Премия за лучшую комедию
- номинация на премию «Молодой актёр»
  - лучший молодой актёр (Хоакин Феникс), лучший актёр в роли второго плана (Джейсен Фишер), лучший актёр моложе 9 лет (Захари Ле Вой)
- 1989 — фильм участник конкурсной программы Токийского кинофестиваля
- 1990 — премия ASCAP